# Estévenens

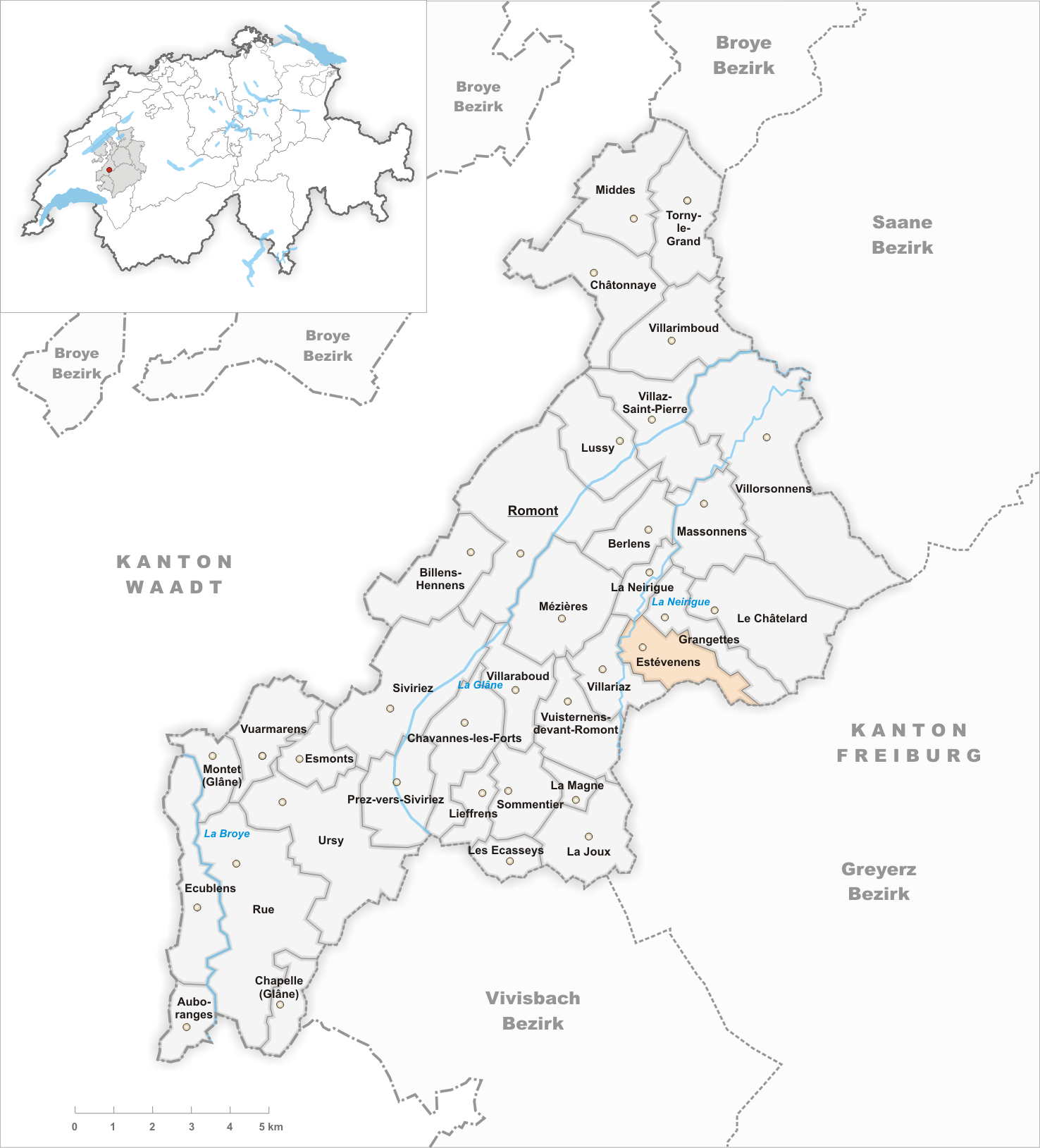
Gemeindestand vor der Fusion am 1. Januar 2003

Estévenens (Freiburger Patois Ethèveninⓘ) ist eine Ortschaft und früher selbständige politische Gemeinde im Distrikt Glâne des Kantons Freiburg in der Schweiz. Am 1. Januar 2003 wurde Estévenens zusammen mit einer Reihe weiterer Gemeinden nach Vuisternens-devant-Romont eingemeindet.

## Geographie
Estévenens liegt auf 781 m ü. M., zweieinhalb Kilometer nordöstlich von Vuisternens-devant-Romont und 4 km südöstlich des Bezirkshauptortes Romont (Luftlinie). Das Dorf erstreckt sich an der östlichen Talflanke der Neirigue, am Westhang des Hügelzuges des Gibloux, im Molassehügelland des höheren Freiburger Mittellandes. Die ehemalige Gemeindefläche betrug rund 3,4 km². Das Gebiet erstreckte sich vom Bachlauf der Neirigue ostwärts über die Talniederung und den Hang von Estévenens und in einem schmalen Streifen bis auf die Waldhöhe Es Verraux (977 m ü. M.) und an den Hang des Derbali (bis 970 m ü. M.), beide zum Hügelgebiet des Gibloux gehörend.

## Bevölkerung
Mit 145 Einwohnern (2002) zählte Estévenens vor der Fusion zu den kleinen Gemeinden des Kantons Freiburg. Im Jahr 1870 hatte die Gemeinde noch 228 Einwohner. Der Ort besteht aus den beiden Siedlungskernen Estévenens-Dessous (781 m ü. M.) und Estévenens-Dessus (849 m ü. M.).
Einwohnerzahlen: Volkszählungsdaten

## Wirtschaft
Estévenens lebt noch heute zur Hauptsache von der Landwirtschaft, insbesondere von der Milchwirtschaft (für die Käseproduktion) und der Viehzucht.

## Verkehr
Der Ort liegt abseits der grösseren Durchgangsstrassen an einer Verbindungsstrasse von Vuisternens-devant-Romont nach Massonnens. Durch die Buslinie der Transports publics Fribourgeois, die von Sommentier nach Estévenens verkehrt, ist Estévenens von Montag bis Freitag an das Netz des öffentlichen Verkehrs angebunden.

## Geschichte
Das Gemeindegebiet von Estévenens war schon sehr früh besiedelt, was durch Funde von Überresten einer gallorömischen Siedlung bezeugt werden konnte. Die erste urkundliche Erwähnung des Ortes erfolgte erst 1403 unter dem Namen Estevenens.
Estévenens bildete zusammen mit Grangettes eine eigene kleine Herrschaft, die unter der Oberhoheit der Grafen von Savoyen stand. Als die Berner 1536 das Waadtland eroberten, kam das Dorf unter die Herrschaft von Freiburg und wurde der Vogtei Romont zugeordnet. Nach dem Franzoseneinfall im März 1798 und dem folgenden Zusammenbruch des Ancien Régime gehörte Estévenens während der Helvetik und der darauf folgenden Zeit zum Bezirk Romont und wurde 1848 in den Bezirk Glâne eingegliedert. Estévenens besitzt keine eigene Kirche, es gehört zur Pfarrei Vuisternens-devant-Romont.
Im Rahmen der vom Kanton Freiburg seit 2000 geförderten Gemeindefusionen wurde Estévenens zusammen mit Lieffrens, Sommentier, La Magne, Les Ecasseys, La Joux und Villariaz mit Wirkung auf den 1. Januar 2003 nach Vuisternens-devant-Romont eingemeindet, nachdem die Gemeinde bereits im Jahr 2000 unter kantonale Verwaltung gestellt worden war.